# 산누마촌
산누마촌(三沼村)은 니가타현 미나미칸바라군에 설치되었던 촌이다.